# Dietrich Neumann (Zoologe)
Dietrich Neumann (* 12. November 1931 in Göttingen; † 23. Dezember 2012 in Köln) war ein deutscher Zoologe, der sich mit Chronobiologie befasste und als Experte für tidale und lunare innere Uhren galt. Außerdem befasste er sich mit Ökologie und Limnologie.

## Leben
Dietrich Neumann war der Sohn des Germanistik-Professors Friedrich Neumann. 1943 bis 1945 ging er auf ein Internat im Allgäu , besuchte dann das Gymnasium in Göttingen. Neumann befasste sich schon seit seiner Jugend mit Vogelkunde. Ab 1951 studierte er Zoologie an der Georg-August-Universität Göttingen und wurde dort 1958 bei Karl Henke (und betreut nach dessen Tod 1956 von Hans Piepho) promoviert. Thema der Dissertation war der Einfluss von Umwelt auf die Muster der Schalen der ursprünglich in der Werra gesammelten und von ihm gezüchteten Gemeinen Kahnschnecken, wobei er nachwies, dass Salzgehaltsschwankungen die Muster beeinflussten. Sein Interesse für Chronobiologie begann bei einem Studiensemester 1954 an der Eberhard Karls Universität Tübingen bei Erwin Bünning. Als Post-Doktorand war er bis 1962 Assistent von Karl Strenzke am Max-Planck-Institut für Meeresbiologie in Wilhelmshaven, wo er die Auswirkungen der Salzgehalte im Wasser auf die Ausbreitung von Zuckmücken (Chironomidae) untersuchte. 1962 wurde er Assistent von Gerhard Krause am Zoologischen Institut in Würzburg, an dem er sich 1964 habilitierte. Thema war die Chronobiologie (Schlüpfperioden) einer Zuckmücke (Clunio marinus, sie wurde sein bevorzugtes Versuchstier) in der Gezeitenzone. 1967 wurde Neumann ordentlicher Professor für Zoologie und Physiologische Ökologie an der Universität zu Köln, an der er 1997 emeritiert wurde.
Neumann untersuchte an Clunio marinus und ähnlichen Zuckmücken den Einfluss von Mondphasen und Tag-Nacht-Rhythmus auf den Schlüpfzeitpunkt (sie schlüpfen immer zu Springniedrigwasser, dessen Periode von Ort zu Ort unterschiedlich ist). Dabei wies er durch Kreuzungsversuche nach, dass lokal unterschiedlich die Schlüpfrhythmen genetisch fixiert sind. Er wies auch die Existenz einer inneren Monduhr nach. An seinem Institut förderte er auch die Forschung an Mollusken und Vögeln und befasste sich zuletzt mit Fischereibiologie und der Ökologie des Rheins und von Baggerseen in dessen Einflussbereich und allgemein von Flussauen. 1998 bis 2010 war er Vorsitzender des wissenschaftlichen Beirats des Fischwanderungsprogramms von Nordrhein-Westfalen. Er war auch mit Naturschutzfragen befasst zum Beispiel zur Entschlammung des Bienener Altrheins bei Rees, wo 1993 eine ökologische Station des Instituts eingerichtet wurde. In Grietherbusch bei Rees bestand schon seit 1971 eine Außenstelle des Instituts.
Neumann war seit 1982 Mitglied der Nordrhein-Westfälischen Akademie der Wissenschaften. 1977/78 war er Präsident der Deutschen Zoologischen Gesellschaft und 1997 bis 2006 Vorsitzender der Alexander Koenig Gesellschaft in Bonn. 1969 bis 1998 war er Mitherausgeber von Oecologia. Er war im Beirat des Max-Planck-Instituts für Verhaltensphysiologie in Seewiesen, des Instituts für Vogelforschung in Wilhelmshaven und der Biologischen Anstalt Helgoland.
Er war seit 1961 mit der spanischen Biologin Josefina Ogando-Rubio verheiratet, die er in Wilhelmshaven am MPI für Meeresbiologie kennenlernte. Mit ihr hatte er zwei Söhne. Mit seiner Frau sammelte er ostasiatische Malereien, die sie 2012 dem Museum für Asiatische Kunst in Berlin stifteten. Ihre Keramik-Sammlung stiftete das Ehepaar 2010 dem Grassimuseum in Leipzig.
Er veröffentlichte auch über ostasiatische Kunst.

## Schriften (Auswahl)
Außer den in den Fußnoten zitierten Schriften:
- Osmotische Resistenz und Osmoregulation der Flußdeckelschnecke Theodoxus fluviatilis L., Biologisches Zentralblatt, Band 79, 1960, S. 585–605,
- Ernährungsbiologie einer rhipidoglossen Kiemenschnecke, Hydrobiologia, Band 17, 1961, S. 133–151
- Die Analyse limitierender Ionenwirkungen bei Meeres- und Süßwassertieren mit Hilfe ökologischer, physiologischer und züchterischer Methoden, Kieler Meeresforschungen, Band 18, 1962, S. 38–54
- Die lunare und tägliche Schlüpfperiodik der Mücke Clunio, Z.vergl.Physiol., Band 53, 1966, S. 1–61
- Adaptation of chironomids to intertidal environments, Ann.Rev.Entomol., Band 21, 1976
- Life cycle strategy of an intertidal midge between subtropic and arctic latitudes, in: Taylor, Karban (Hrsg.), The evolution of insect life cycles. Proc. Life Sciences, Springer Verlag,   New York  1986.
- mit  J. Rutschke, Chr. Seidenberg-Busse, A. Petermeier, St. Staas, F. Molls: Gravel-pit lakes connected with the River Rhine as a reserve for high productivity of plankton and young fish. In: Int. Conf. „Rehabilitation of the River Rhine, Arnheim 1993“. Water Science & Technology, Band 29, 1994, S. 267–271
- Physiologische Uhren von Insekten,  Die Naturwissenschaften. Band 82, 1995, S. 310–320